# Psychotria kerrii
Psychotria kerrii är en måreväxtart som beskrevs av Rafaël Herman Anna Govaerts. Psychotria kerrii ingår i släktet Psychotria och familjen måreväxter. Inga underarter finns listade i Catalogue of Life.